# Antocha angustiterga
Antocha angustiterga är en tvåvingeart som beskrevs av Alexander 1949. Antocha angustiterga ingår i släktet Antocha och familjen småharkrankar. Inga underarter finns listade i Catalogue of Life.